# 喰いしん坊!
『喰いしん坊!』（くいしんぼう）は、土山しげるによる日本の漫画作品、および、それを原作とした実写映画。2007年に第36回日本漫画家協会賞優秀賞を受賞した。

## 概要
2004年10月から2009年2月まで『週刊漫画ゴラク』（日本文芸社）にて連載されていた。土山の、同誌で連載された『喧嘩ラーメン』、『食キング』に続く料理漫画である。
それらの料理漫画とは異なり、主人公は料理人ではない。また勝負の要素として、料理を作るのではなくで食べまくることに主題を置き、大食いで勝負するさまをメインテーマとして描かれている。前二作よりさらにスケールアップした、ケレン味あふれる演出等が特徴的である。
2007年には『喰いしん坊 -大食い開眼編-』の題で実写映画化され、同年8月に公開された。

## あらすじ
主人公・大原満太郎はグルメな会社員。ある日、カウボーイのような格好をした大食いの男と出会い、その男のアドバイスで巨漢との大食い勝負に勝利。アドバイスをくれた男は、プロの食闘士(フードファイター)・ハンター錠二と名乗り、満太郎に名刺を渡して立ち去る。
錠二は財界の大物、丹下御前こと丹下孝之介が大食いのプロ競技化のため立ち上げた競技団体・TFF(丹下フードファイター)に協力し、ナンバー1の実力を誇っていた。満太郎はふとした事から関西の大食い団体・OKFF(大阪食い倒れフードファイター)との勝負に巻き込まれ、TFFへの妨害に対する義憤からTFF代表のような形で仙台の大食いイベントに出場。しかし満太郎もOKFFの卑怯な妨害にあって敗れてしまう。自らの甘さを認めた満太郎は、退路を断つために会社を辞め、錠二やTFFとの関係も断ち、独り大食い修行の旅に出る。

## 登場人物
※注：漫画ゴラク本誌や単行本では固有名詞にもルビが振られていないことが多いため、一部で読み方が一致していない可能性もある。
大原満太郎（おおはら まんたろう）
本作品の主人公。連載開始当初は会社員だったが、大食いの素質を錠二に見出されたことから大食いの道に入ることに。後に「素浪人」の異名を取る食闘士となる。
当初は食べることが大好きなだけで、割合軽い性格だった。が、初めて出場したイベントでOKFFの罠にかかり惨敗(というより勝負にもならなかった)し、錠二に甘さを指摘された事をきっかけに仕事を辞め、大食い修行の旅に出る。それからは冷静沈着になり実力も向上し、徐々に目標であるハンター錠二に近づいていく。
食べ物を味そのままに美味しく食べることをモットーにしており、彼が大食いに挑む姿や理念は非常に美しく、見る者を魅了する。食べ方も変幻自在で、メニューによっては周囲の客のよだれを誘う。好物はナポリタンと牛丼(ビーフボウル、喰輪杯の際に自己記録として申告している)、エビチリや酢豚など。唯一の弱点は八角で、これを香辛料に使用されている料理は身体が受け付けないため食べられない。味噌煮込みうどんについても、苦手とは言わないまでも「一杯で十分(≒大食いの対象にはできない)」としている。
OKFF等の行う「邪道喰い」を激しく憎悪しているが、一方でTFFのスタンスにも「温室育ち」と疑問を抱いており、両者が和解・合一することで新設されたAJFFに対してすら参加を拒否している。ストイックな面があり、金銭にも執着しない。ただし、賞金のない勝負は出来る限り避けている様子。喰輪杯では優勝するが、副賞であった満福像は、それを取り戻すべく(もともとは美麗の家にあったものだった)喰輪杯に参戦していた準優勝の美麗に渡す。
帰国後、ハンター錠二と再会。双方「この勝負に敗れたら大喰い界から去る」と宣言し、因縁のカツ丼勝負に挑む。
名前は料理漫画の大御所・ビッグ錠の料理漫画「一本包丁満太郎」の主人公、風味満太郎からとった。
身長175cmで体重は60kg。(ちなみにこの身長と体重はかなりの痩せ型であるが、作中では特に触れられていない)。

### 丹下フードファイター(TFF)
ハンター錠二/獅子戸錠二（ハンターじょうじ/ししど じょうじ）
TFF最強の食闘士で、筋骨隆々とした元トラッカー。ウエスタンスタイルにサングラスといういでたちで、本人曰く「サングラスをかける時は勝負の時と不味いものを食い続ける時」。
丹下御前の大食いのスポーツ化という理想に賛同し、協力している。
喰いワングランプリでは唯一の招待選手として出場。決勝戦で僅差で満太郎を敗るものの、優勝を目前にし焦りが出た自分の未熟さを痛感し、AJFFには籍を置かなかった。喰輪杯では決勝戦を観戦し、満太郎に無言のエールを与えた。最終話では満太郎とのカツ丼勝負の後、トラックを運転している様子が見られる。
得意料理はカツ丼などの丼料理だが、両手で箸を持って食べる「二丁食い」を駆使した麺類の早食いも得意としている。明確な好き嫌いはなく、食材及び食のテクニックに関しては死角がない。
トラックドライバーとして全国を回っていた経験から、全国の美味いものにも詳しい。
名前は俳優の宍戸錠から。『漫画ゴラクネクスター』(日本文芸社)では、彼が主役の外伝も存在する。『流浪のグルメ 東北めし』(週刊大衆連載)にも登場している。
丹下御前/丹下孝之介（たんげごぜん/たんげ こうのすけ）
巨大企業「帝王グループ」の創業者にして、元産業連合会長。隠居した後に「大食いのスポーツ化」のためTFFを設立、奔走する。
基本的には穏やかな人格の持ち主だが、「邪道喰い」を推奨し、大食いを格闘技イベント化しようとするOKFFには激しい敵意を抱いており、言葉を荒げることも。
喰いワングランプリ後、TFFとOKFFを統合し、新団体全日本フードファイター（AJFF）を設立する。
犬丸 研（いぬまる けん）
TFFのトレーナー。食闘士ではないが、独自の大喰い理論を駆使して仲間にアドバイスを送る、食闘士達の頭脳及び補佐役。
常にノートパソコンを所持、科学的な分析もこなす解説役。満太郎のトレーナーを務めていたが、他のTFF食闘士の調整のため満太郎から離れた時期に満太郎が調子に乗りOKFFの罠にはまってしまう。
鳥飼 飛男（とりかい とびお）
「麺喰いの鳥飼」「鵜喰い」の異名を取る食闘士。本業はデザイン事務所の社員。
資産家の家に育つが、親の敷いたレールの上を行く生活に我慢ができなくなって(大学卒業後、大手企業に就職したが3か月で辞め)反抗、引きこもりになっていた。が、インターネットで偶然知ったハンター錠二の勇姿に刺激され、自らも大食いを試しているうちにその世界に魅せられる。ある日彼の父親がハンター錠二を家に呼び寄せた際、素麺での対決で全力のハンター錠二に一度だけ勝利(ただし、その際の錠二はイベントで一勝負終えた直後だった)して、その実力を認められTFF加入に至った。大食いの世界への扉を開いてくれた錠二に尊敬の念を寄せる一方、負けたくないという対抗心をも燻らせていた。
麺料理が得意(反面、パンが苦手)で、TFF内では総合力で3番手、麺に限れば錠二に次ぐ実力者だった。が、自尊心を突かれてOKFFの罠に落ち、満太郎とのカレーうどん対決を経て、満太郎や錠二を超える目的のためにもとOKFFへ転属した。
胃の中がいっぱいになると両手を数回交差させたあとにジャンプすることで胃の中を整理するという技、立ち上がって麺類を一気に啜り食う技(OKFFスカウト・淀川に「通天閣喰い」と名付けられた)を持つ。
喰いワングランプリではあくまで自分が錠二・満太郎を超えるためにOKFFに転属したということもあり、遠山に食材への仕掛け無しのガチンコ勝負を依頼するなど、OKFFメンバーの中でも一線を画した言動を見せていた。決勝の一回戦では素麺で錠二と再び対決し、両者が実力を出し切った結果惜しくも敗れるが、試合は壮絶なもので、負けた鳥飼にも満場の拍手が送られた。錠二に正道喰いを極めることを誓い、AJFFに所属後はメインファイターを務める。
熊田 剛/熊田軍兵衛（くまだ つよし/くまだ ぐんべえ）
TFFに所属するフードファイター。大喰いの実力は非常に高いものを持っているが、お人好しなためしばしばOKFFの罠にかかる。
仙台で行われるイベントの前の調整中にOKFFの桂三四郎と野試合を行い、邪道喰いの前に惨敗したあげく私文書偽造により出場できなくなったことを機に、自分を鍛えなおすべく熊田軍兵衛と改名、修行の旅に出るも、喰いワングランプリの予選でマジック坂多にまたもや騙され、マスクで素顔を隠し「ミスターマスクマン」として出場する羽目となった。
喰いワングランプリ本戦で桃子との羊羹勝負に挑む。血糖値の急激な上昇により意識を失い敗れるものの、その闘志あふれる戦いぶりは観客を魅了し、満太郎にも励みになった。決勝戦を鳥飼と共に観戦、その後結成されたAJFFではメインファイターとなる。
外見はドラえもんの剛田武(ジャイアン)がモデル。
鹿内 健次（しかない けんじ）
TFFに所属するフードファイター。喰いワングランプリには予選で蝶野・猫田との作戦でマジック坂多に敗れOKFFの汚さを世間に広めようとするが、満太郎の叱咤により中止。その後満太郎のアドバイスにより大阪の大食い人と対決するもののプレッシャーにより敗北。予選でリタイアする羽目に。喰輪杯では下記の蝶野・猫田と共に観戦していた(その際、満太郎のことを『満太郎さん』とさん付けで呼んでいる)。
蝶野 武（ちょうの たけし）
TFFに所属するフードファイター。甘味ではTFFでもトップの実力を誇る。喰いワングランプリでは予選で満太郎とたこ焼きで対決するものの完敗。その後は野試合で高丘桃子と戦うが桃子のケーキ邪道食いの前に自分を見失い敗北。集めたスタンプを0にされてしまい予選でリタイア。
初登場時は「正弘」(つまり当初の名前は蝶野正洋がモデル)という名前だった。
猫田 安彦（ねこた やすひこ）
TFFに所属するフードファイター。喰いワングランプリでは予選で蝶野と共に満太郎とたこ焼きで対決するものの完敗。その後は前述の2人同様野試合をするものの、養成所の訓練が全く役に立たないまま敗北し予選でリタイア。AJFFでは、鹿内・蝶野とメインファイターに登録される。

### 大阪食い倒れフードファイター(OKFF)
遠山金次郎（とおやま きんじろう）
丹下孝之助の友人で、浪速鉄道グループの社長。丹下の提唱する大食いのスポーツ化に賛同し、OKFFを設立する。OKFFの設立後に急死し、以後未亡人の響子が継承することになる。
遠山 響子（とおやま きょうこ）
遠山金次郎の未亡人。夫・金次郎の死後、浪速鉄道グループのすべてを継承し、OKFFのトップに君臨する。夫は丹下の口車に乗せられて早死にしたと思い、丹下およびTFFを恨んでいる。夫の死を機に大食いの興業化を考え「喰いワングランプリ」を開催。強欲で邪道喰いに固執するも、決勝戦での錠二と満太郎の健闘ぶりに心を打たれ改心。大食いのスポーツ化に賛同するようになり、AJFFの設立や活動に協力することになる。
名前は遠山景織子がモデル。
船場（せんば）
遠山の秘書。遠山の指示をスカウトや食闘士に伝えたり、TFFの動きや喰いワングランプリの状況報告などを行う。
淀川 渡（よどがわ わたる）
OKFFのスカウト部長。得意技は私文書偽造。好きなことは「食闘士の特異な食い方に、思いつきで土地の名物(建物・祭り)などから○○喰いなどと名づける」こと。登場当初は単なる悪徳スカウトマンだったが、満太郎を付け狙ううちに、次第に満太郎の大食いに対する意識やその実力に期待するようになり、他のOKFFスカウトに満太郎の喰いワングランプリ予選通過を妨害しないよう説得する。かつてはOKFFにスカウトされるほどの大食いが自慢だったが、年を重ねるごとに食える量が減っていく自分を自嘲する一面も。喰輪杯編では死闘を終えて気持ちが乗らず燻っていた満太郎に喰輪杯の情報を伝えて参加のきっかけを作り、滞在中の満太郎のマネージャー役に。OKFF所属ではあるが、遠山金次郎にスカウトされた頃の食闘士のため、作中では一度も邪道食いをしていない。
外見は笑福亭鶴瓶、名前は淀川長治がモデル。
横川 安男（よこかわ やすお）
OKFFに所属するフードファイター。通称「ドンブリ喰いの安」。満太郎が最初に対決した邪道食いの相手で、タイプとしては早食い。食材を分解し、ドンブリに入れて水などを加え、流し込む様に食べることを得意技とする。食べ方が汚く、見ているものにも不快を催させるため、大食いの実力とは裏腹に人気は芳しくない。性格も悪く、大食いチャレンジ目当てに訪れる店からも嫌われている。
満太郎を油断させて罠に嵌めるため、一時OKFFを脱会したかのように見せかけて、完平太と組んでグルになる。喰いワングランプリでは決勝ラウンドまで進出し、満腹時に幽門が開く現象・感覚を体得していたものの、肉まんにて満太郎と因縁の対決を繰り広げるも僅差で敗れる。その後は、ドンブリ喰いを封印して正道喰いでリベンジをすると満太郎に宣言する。
関東風の濃いめの味付けを嫌い、東京のうどんは水で薄めて食べる。AJFFではメインファイター。
外見や名前は横山やすしがモデル。
桂 参四郎（かつら さんしろう）
OKFFに所属するフードファイター。通称「うな茶の参四郎」。うな重に茶をかけてすすり食う邪道喰いが得意。喰いワングランプリ本選2回戦は勝ち抜けず補欠に回ったが、決勝の補欠決定戦で黒兵衛に敗れる。その際、得意の邪道喰いが遠山に「汚らしい」と非難され、勝敗に関係なくクビを言い渡された。AJFFではメインファイター。
外見や名前は桂三枝（現・6代桂文枝）がモデル。
冨津 政（とみづ まさ）
OKFFに所属するフードファイター。通称「万力の政」。林檎丸1個を一口で食べてしまうほど大きな口と強靱な顎を持つ。かつては小さな工場で働いていたが、経営不振による突然の工場閉鎖に伴い、路頭に迷ったところを淀川にスカウトされた。当初は純朴な青年だったが、OKFFの養成所で大食いの才能が開花するにしたがって尊大な性格へ変わっていった。
喰いワングランプリでは優勝候補の一角と目されており、決勝ラウンドまで進出。西山とハンバーガーで対決を繰り広げる。序盤こそハンバーガー4個を纏めて潰して食べる「万力食い」で優位に立っていたが、着実かつ不気味に追い上げて来る西山の早さについて行けず、「得意の先行逃げ切りの展開に持ち込めない場合、受けるプレッシャーに弱い」という弱点を露呈、自分の食のフォームを大きく崩した挙句まさかのTKO負けを喫してしまう。AJFFではメインファイター兼トレーナー。また、最終幕では二丁食いを体得している。
外見や名前はトミーズ雅がモデル。
間 完平太（はざま かんぺいた）
OKFFに所属するフードファイター。横川と組んで満太郎を罠に嵌めた。喰いワングランプリ本選1回戦で満太郎におでん対決で勝利を狙うも失敗し、遠山にクビを言い渡される。AJFFではメインファイター。
外見や名前は間寛平がモデル。
尾暮 太郎（おくれ たろう）
OKFFに所属するフードファイター。通称「スッポンのオクレ」。肉料理を得意とする。ミキサーを使い、何でもかんでも液状にして流し込むという邪道食いは見るものを最悪の気分にするため、大食いチャレンジを開催する店からも、フードファイターからも、観客からも嫌われている。満太郎が遠因で尾暮の被害を受けた店でステーキ早食い勝負を行い満太郎に敗北、リベンジを誓うも、喰いワングランプリ本選2回戦ではピザを邪道喰いしようとして失敗し、リタイヤする羽目になる。しかし大食いの実力が皆無というわけではなく、AJFFではメインファイターとなり、正道喰いでラーメンの大食い大会で優勝する場面も見られた。
外見や名前はMr.オクレがモデル。
坂多 利彦（さかた としひこ）
通称マジック坂多。大喰いの実力はさしたるものは無いが、手品を応用した卑怯な手を使って熊田の心を折った。しかし満太郎に敗れ、さらに手品の師匠と自分の妻に叱咤されたことで目が覚め、OKFFを脱退する。その後は喰いワングランプリにて娘である桃子の応援に駆け付けている。初登場時に20歳の運転免許証を見せていたが実際には42歳の厄年である(免許証に関しては公文書偽造の疑いがある)。
外見や名前は坂田利夫(アホの坂田）がモデル。
高丘 桃子（たかおか ももこ）
OKFFに所属するフードファイターで、坂多利彦の長女。通称アンコ。甘味類（どら焼き、ケーキなど）を得意とする。大喰いの実力もさることながら、敵に心理的ダメージを与える手腕に長けた猛者。その反面家族思い（実家寄り）な性格でもある。結婚しているが、嫁ぎ先の家族は作中に出てこない。喰いワングランプリでは家族旅行を夢見て決勝まで進むも、途中でリタイヤした。AJFFではメインファイター。
外見や名前はハイヒールモモコがモデル。
西山 清志（にしやま きよし）
「OKFFの秘密兵器」と遠山未亡人に称されるフードファイター。通称「極道喰い」の清志。生前の遠山社長と付き合いがあった暴力団の元組員で、破門後に無銭飲食を繰り返したために服役。刑務所を出所後、OKFF所属のフードファイターとなる。
OKFF所属ながら邪道食いをせず、正道食いとしての恐るべき実力を持っており、単純に底なしに食べ続けることが出来る。そのひたすら喰い続ける姿は敵であるはずの丹下に「大食いの理想型」と讃えられた。生来の大食いに加え、「暴食モード」と呼ばれる状態に突入することによりさらに超人的なスピードで食べることが可能。
しかしどこかフードファイターとしてのモラルが欠如している面があり、無銭飲食、大食いチャレンジの店で暴走し厨房に乗り込んでまで食い散らかす、「お代わり自由」の店とはいえ本当に際限無しにお代わりする、噛みつき攻撃で人の食事を奪う…など、食に対する執着そのものが邪道。
なんでも食べるが、過去の体験から特に太巻きに思い入れが深い。こと大食いに関しては無敵だったが、決勝においてふとしたことから閉所恐怖症という弱点を露呈しリタイヤしてしまう。喰いワングランプリ後、AJFF設立を新聞で読むシーンがあったが、その後の消息は不明。AJFFにも所属していない。
外見や名前は西川きよしがモデル。普段はモデルと異なり目を細めているが、怒った時や本気を出す時などはモデル同様の大きな目をカッと見開く。

### 喰輪杯（クイリンピック）出場選手

#### 五腹星（ごふくせい）
喰輪杯の台湾代表。テレビの大食い番組『大胃王選手権大会』の上位5名で作られたグループ。各メンバーがテレビ局の付けた感情五表現喰いを駆使する。全員そろいのジャンパーを着ている。喰輪杯予選前、チャンの敗北をきっかけに自主解散。メンバーは個人参加を決意する。
張（チャン）
五腹星のメンバーで恨み喰い。職業・不明　大喰い記録は10分で大盛牛肉麺7杯完食（自己ベストかどうかは定かではない）。
夜市（屋台街）で田舎から出てきた者を騙して小銭稼ぎをしていた店に難癖をつけ、自分の持つ大喰い記録に挑戦する。が、丁度同じ夜市で大喰いをしていた満太郎にギャラリーを奪われる。直後満太郎を挑発するが、淀川の言葉もあってその場は治まる。その後、『左頬に傷のある白人』（ニコライ・カバレフスキー）と大喰い勝負をし敗れ、ポケットに敗北写真を入れられた五腹星ジャンパーが台北の寺の屋根に晒される。美麗には「相手かまわず勝負を挑み自己アピールして、いい気になっていた」と評される。苦手料理は汁無しそば（炸醤麺など）。
ジャッキー・楊（ジャッキー・ヤオ）
五腹星のメンバーで怒り喰い。職業：銀行員　自己ベスト：鶏肉飯35杯。
襟足を伸ばした巨漢の男。台南の店で粥を食べている時にチャン敗北の連絡を受ける。苦手料理はトウモロコシだったが、密かに特訓を重ねて克服した。喰輪杯では決勝戦の残り5人まで残る。限界を感じたことと、林に勝利を譲るため、捨石となる覚悟でロコモコを怒り喰いし、ブラジル代表のカルロスとドイツ代表のラインハルトのペースを乱した。
李（リー）兄弟　
五腹星のメンバーで喜び喰いと楽しみ喰い（どちらが喜び・楽しみかは不明）。
兄・大虎
職業：コメディアン、自己ベスト：愛玉40杯。高雄でトウモロコシの屋台で大喰いしている時にチャン敗北の連絡を受ける。苦手料理はパン。予選通過後の1対1の勝負にて、楊とトウモロコシの大食い対決に挑むが、得意食材が出た事に驕っていたのが災いし、僅差で楊に敗れた。
弟・小虎　
大虎と同じく、高雄でトウモロコシの屋台で大喰いしている時にチャン敗北の連絡を受ける。苦手料理はカレー。予選では、カレー弁当を連続で引き当ててしまったため、結局通過できなかった。
林（リン）美麗
五腹星のメンバーで哀しみ喰い。職業：マッサージ師　自己ベスト：牛肉麺40杯
「大食いは自分との戦い」という考えを持つ故に、馴れ合いを嫌う。他の選手とは違い、「家族を取り戻す」ために優勝を目指している。決勝戦では満太郎と共に最後まで残る。五腹星メンバーで唯一、克服すべき苦手料理がない。

#### 各国代表
チャーリー・アボット
イギリス代表、職業・ロックミュージシャン。自己ベスト：フィッシュ&チップス48皿。
パルマー・ラインハルト
ドイツ代表、職業・国家公務員。自己ベスト：ソーセージ105本。優勝の目的は政界進出のための資金。
ブルーノ・カルパッチョ
イタリア代表、職業・作家。自己ベスト：ピザ25枚。
ミセス・エミリー・フォスター
アメリカ代表、職業・専業主婦。自己ベスト：ホットドッグ52本。優勝の目的は家族への車・農場・家の購入。
トーマス・ヨハンセン
ノルウェー代表、職業・漁師。自己ベスト：スモークサーモン120枚。
ニコライ・カバレフスキー
ロシア代表、職業・アマチュアレスラー。自己ベスト：ピロシキ81個。優勝の目的は金儲け。
カルロス・ジルベルト
ブラジル代表、職業・サッカー選手。自己ベスト：フェジョアーダ25杯。優勝の目的は少年サッカースタジアムの建設。大食いチャレンジ中に錠二と出会ったことがある。
ソッド・ワンチャイ
タイ代表、職業・キックボクサー。自己ベスト：トムヤムクン35杯。
アントニオ・マルティン
スペイン代表、職業・画家。自己ベスト：パエリア26人前。優勝の目的は恋人への結婚指輪の購入。
ジェフ・ノーマン
オーストラリア代表、職業・教師。自己ベスト：オージービーフステーキ5.5㌔。
ホセ・ゴンザレス
メキシコ代表、職業・警察官。自己ベスト：タコス20人前。優勝の目的は金儲け。
ゴーミット・リー
シンガポール代表、職業・学生。自己ベスト：フィッシュヘッドカレー15杯。
アンドレ・ダバディ
フランス代表、職業・俳優。自己ベスト：ブイヤベース15人前。
テオドール・ヴァンゲリス
ギリシャ代表、職業・新聞記者。自己ベスト：タラモサラダ84人前。優勝の目的は喰輪杯レポート本出版と古代遺跡保護の費用確保。
シレシ・アレム
エチオピア代表、職業・プログラマー。自己ベスト：インジェラ70個。
ハサン・トゥラン
トルコ代表、職業・コック。自己ベスト：シシカバブ30本。

### その他の人物
安田
東都大学の柔道部。柔道三段の超巨漢。カツ丼10杯30分のチャレンジに負けた先輩の仇うちのためにカツ丼屋に現れる。錠二の提案で満太郎との10分間の大食い勝負になるが僅差で敗北を喫する。満太郎が大食いの世界に足を踏み入れるきっかけになった男。外見のモデルは安田大サーカスのHIRO。
ニチブン商事の社長
かつて満太郎が勤めていた会社の社長。ニチブン商事・吉本商事両社社員を使って肉まんの大食い勝負に参戦させるべく、満太郎を代表として招致する。「ニチブン」の名は版元である日本文芸社の略称に由来する。
吉本商事の社長
ニチブン商事の社長と幼なじみ。同じく肉まんの大食い勝負に参戦させるべく、大阪支店で勤務の横川を代表として招致する。「吉本」の名は吉本興業に由来する。
田中 五郎（たなか ごろう）
通称ずんだ。仙台の生んだ大喰い人(本人談)。ずんだ餅30個、牛タン定食10人前、鮭イクラ弁当10個を平らげたのが自慢。故郷仙台をこよなく愛している。最近では全国を旅して大喰い大会に出場する生活を送っているらしい。事ある毎にやかましくて迷惑な自己紹介をする癖があるが、注意されると素直に聞き入れておとなしくなるという一面も。猫舌で熱い食べ物は苦手。
喰いワングランプリは予選でリタイヤ。また、熱くなると周囲が見えなくなるのか、菊子が喰いワングランプリのピザ対決でリタイアしたと知った途端に、観客席から会場に乱入して菊子の代わりに自分が食おうとし、警備員に取り押さえられて醜態を晒した。
喰輪杯本選出場者を除く一般食闘士の中では唯一満太郎と複数回対戦しているが、いずれも大敗しており、大言壮語の気が否めない。喰輪杯には、満太郎の応援として訪れていた(その際『実力は俺と五分』という独白をしているが、前述のとおり満太郎に勝ったことはない)。
青葉 菊子（あおば きくこ）
仙台出身。本職はモデルの美女。しかしながら大喰いの実力は高く、先述の田中五郎よりはるかに上。二貫の寿司を同時に頬張る「二貫喰い」を得意とする。喰いワングランプリでは本選出場し、握り寿司部門で優勝。2日目の巨大ピザ対決は途中でリタイヤ(本人曰く、醜態をさらしたくないとのこと)。
最終回ではどうした心境の変化か、それまで鼻も引っかけていなかった五郎とのペア大会出場に向けて、五郎に二貫喰いの稽古をつけていた。
猪瀬黒兵衛（いのせ くろべえ）
満太郎が舞阪の賭け大食い勝負が行われている食堂のメインイベンターで、満太郎が対決した相手。マグロ丼10杯分を巨大なボウルに入れ一気にかき込む「鯨食い」という得意技を持つ。一時はOKFFにスカウトされるも、邪道喰いを示唆された際激昂して参加を拒否し、独自で大食いを極める道を進む(邪道喰いが自らの信念に反するため)。
鯨食いを封印して挑んだ喰いワングランプリでは、本選出場を果たし海鮮丼部門で優勝。2日目の巨大ピザ対決は勝ち抜けず補欠に回り、決勝の補欠決定戦で参四郎に勝利している。AJFFでは最終回時点で準ファイター(メインファイターに次ぐランク)。
モデルは安田大サーカスクロちゃん。
湖池（こいけ）
満太郎が舞阪から名古屋への移動途中、トラッカーに案内してもらったドライブイン「いこい食堂」のラーメン賭け食いにおいて無類の強さを誇る、通称「ラーメンマン」。朝・昼・晩、そしてその合間のおやつとしてラーメンを食べるほど無類のラーメン好きなトラッカーで、満太郎と特盛りチャーシュー麺(5玉)の早食い勝負をする。
外見や名前は藤子不二雄の漫画で登場する、ラーメン好きな小池さんがモデル。
いこい食堂の大将
豊橋市にあるトラッカーに人気のドライブイン、いこい食堂の大将。若いころ一流レストランで修業をし、いこい食堂を継いだが、自己満足に過ぎない料理を出していて本来の客層(トラッカー)には不評だった。錠二の叱咤と助言により、大盛りで低料金、さらに美味いというトラッカーに愛されるドライブインへと生まれ変わり、成長した。悪食三兄弟の件も含め、二度にわたって錠二に窮地を救われており、その面影を見て取った満太郎に興味を持つ。
悪食三兄弟（あくじきさんきょうだい）
尾平走一・走二・走三の三兄弟。一部の同業者の間で悪名高いトラッカーだった。カレーライスとぜんざい、ラーメンとショートケーキをちゃんぽんにするなど、料理の味を無視した食べ方を好み、周囲に不快感を与える。このため他の客に来店を敬遠され、「いこい食堂」など、一時期閑古鳥が鳴いた食堂もあった。
錠二に負かされたのと兄弟の悪食を習慣づける原因となった父親の説得により現在は改心して、走一・走二は全国を走り美味いもの巡りをしつつ、いこい食堂への仕入れもし、走三は同食堂で料理人として修行中。満太郎との会話から、現在も錠二を尊敬していることがうかがえる。走一・走二は喰いワングランプリの本選に出場しており、走二がパスタ部門で優勝している。2日目の巨大ピザ対決で、錠二(の食べていたピザ)の異変に気づき、錠二のピザ(OKFFの手により妨害の企みをされたピザ)をわざと食べ、大会本部に不正とみなされ失格。結果的に錠二は走二のピザを食べることとなり決勝進出を果たす。応援に来ていた走三曰く「錠二さんへの恩返しをした」。
モーニング娘/後藤亜紀子（ モーニングむすめ/ごとう あきこ）
名古屋市に住む巨漢の中年女性。「モーニング娘」という通称の由来は名古屋名物のモーニングサービス(特に食べ放題を実施している店)にやってきて大量に食べていくため。以前は昼夜問わず大食いをしていたが、ダイエットのためモーニングサービス以外では食べ物を口にしなくなった(それでも相変わらず太っている)。
そのせいか、モーニングサービスが終わる11時30分になるとピタッと食が進まなくなるという、フードファイターとしてはかなり致命的な弱点を抱えてしまっており、カレーうどん対決も途中でリタイヤした。
喰いワングランプリでは本選出場し、初日食パン部門で優勝しており、決して実力は低くなかった。しかし2日目の巨大ピザ対決では、体内時計を調整した甲斐もなく、午後開始の試合のために眠気に襲われリタイヤした。
先述の遠山が密かに目を付けていた人材であったためか、AJFFではTFF、OKFF出身者以外で唯一メインファイターに抜擢されている。
名前の由来は元モーニング娘。の後藤真希。髪形や衣装はモーニング娘。が出演した清涼飲料水「飲茶楼」のCMを参考にしている。
南京 善次（なんきん ぜんじ）
坂多利彦に手品を教えた師匠。坂多を叱咤し、OKFFから脱退させ演芸の道に戻させる。
外見や名前はマジシャンのゼンジー北京がモデル。
空念（くうねん）
滋賀県の寺で修行中の小坊主。お調子者で大食らい。法事で振る舞う食事20人分をつまみ食いしてしまい、罰として食事代10万円を集めるまで托鉢を命ぜられると共に寺を追い出される。ひょんなことから出会った満太郎を師と慕う。かなりはた迷惑な性格だが、憎めないところもある。満太郎対OKFFの戦いを、「満太郎がOKFFに仏罰を下すための戦い」と解釈している。
喰いワングランプリは予選でリタイヤ。本選では久々に再会した満太郎のサポートに回り、胃にやさしい精進料理の店を手配したり、OKFFの妨害工作を避けるべく満太郎を自らが修行する寺に招いたりしている。また同じ世界観の作品「大食い甲子園」でも登場、滋賀県長浜市の萬福寺の住職となっており、名も空界に変わっている。寺は全国の大食い部やフードファイターの合宿所として使われている。作中で肉を食べるが、彼の宗派では(少なくとも肉・魚は全般的に)問題ないらしい。
片岡 鶴吉（かたおか つるきち）
喰いワングランプリ本選1回戦で満太郎や完平太とおでんに挑んだフードファイター。
外見や名前は片岡鶴太郎(おでんを食べさせられて熱がっていた若い頃)がモデル。
ミスターマスクマン
喰いワングランプリ本選に現れた謎の食闘士。実力はかなりのレベルで、周囲のフードファイターからも警戒されていた。2日目の巨大ピザ対決をクリアし決勝進出。顔面にマスクをしているため正体・本名は不明のままであったが、決勝ラウンドで意識が朦朧とした状態でマスクを脱いだことで素顔を露呈し、正体がTFFのフードファイター、熊田剛(軍兵衛)と判明する。
釜田 十蔵（かまだ じゅうぞう）
熊田が罠にはまり、代わって満太郎が出場することになったハンバーガー大食い大会の予選のおにぎり大食い大会に現れたオカマのフードファイター。おにぎり大食い大会では、16皿、32個を完食した(この記録は、満太郎よりもいい成績だった)。
喰いワングランプリでは、予選通過して本戦に出場、バッテラ部門で16本完食し部門賞を獲得する。しかし2日目の巨大ピザで、ビジュアル的によくない(観客やテレビ受けをしない)として、ピザ生地にふくらし粉を仕込まれる妨害工作に遭い、途中リタイアこそしなかったものの上位4名に入れなかった(満太郎・錠二以外では唯一の妨害を受けたフードファイターである)。ただし妨害工作は現場の独断で、遠山響子には気に入られており、「これからはああいうのが受けるんや」といってOKFFにスカウトするよう部下に命じている。AJFFでは最終回時点で準ファイター。
マッチャ
喰いワングランプリ一日目の客席西側のリポーター。
外見や名前は、まちゃまちゃがモデル。
秀麻呂（ひでまろ）
喰いワングランプリの一日目の客席東側のリポーター。
外見や名前は、彦摩呂がモデル。
城田 信行（じょうた のぶゆき）
喰いワングランプリ一日目、二日目の解説席ゲスト。時代風俗研究家。いろんなことを解説しようとするたびに、ことごとく食闘士の紹介や他のゲストへの話にすりかえられ(一度、アナウンサーにふられて解説を始めたのに、話をすりかえられたことも)、解説を最後までさせてもらえなかった。
名前は、ジャイアント白田がモデル。
パイン石坂（パインいしざか）
喰いワングランプリ一日目の解説席ゲスト。本人曰く、「品数は多いが、胃袋の大きさは普通のため量はそれほど食えない」らしい。
外見は石塚英彦、名前は石塚とパパイヤ鈴木がモデル。
ラーメン「よしつね」主人
とんこつラーメン「よしつね」の店主。店では替え玉の大食いチャレンジを実施しており、錠二や鳥飼がしばしば訪れている。
風貌は「喧嘩ラーメン」の主人公・源田義経そっくり。他にも「食キング」に出てくる「さらりぃ麺」の店主そっくりのキャラなど、スター・システムのように同一作者の他作品に登場するキャラに似た風貌の人物が何人か出てきている。

## イベント

### 喰いワングランプリ

#### 概要
OKFFが主催する大食い大会。ミナミを中心に30店ある予選参加店で参加料（3,000円〜5,000円）を払い、時間内に規定の量を食べきれば、スタンプを1つ入手する。スタンプを5つ集めることで本選への出場権が与えられる。錠二は招待選手、OKFF所属の食闘士などは推薦で本選出場が決まっている。本選は料理ごとの32部門で部門賞（賞金100万円）が争われ、さらにその部門賞の勝者がグランドチャンピオンを争う。

#### 予選
以下の予選の他にもいくつかあり、全部で30種類ある。
- 串カツ50本を10分以内で完食する。
- きつねうどん10杯を15分以内で完食する。
- 特大ミックス焼5人前を15分以内で完食する。
- 焼き鳥丼10杯を40分以内で完食する。
- たこ焼き100個を30分以内で完食する。
- 餃子100個を30分以内で完食する。
- 特大とんかつ定食2セットを40分以内で完食する。
- いちごショート50個を30分以内で完食する。
- シュウマイ100個を30分以内で完食する。
- 特製ポテトコロッケ80個を30分で完食する。

#### 本選
- 賞金総額5,000万円（優勝賞金1,000万円、準優勝500万円、3位300万円、部門賞100万円×32名）
- 出場者:103名
- 日程
  - 1日目は以下の32部門の料理を、制限時間40分間にどれだけ食べるかで部門賞を争う。どの部門に挑戦するかは各食闘士の任意で選択し、各部門の席には5名まで着くことができる（括弧内は各部門の勝者）。
    - 麺
うどん（30杯完食・鳥飼飛男）・蕎麦（42枚完食・潮田秀一）・ラーメン（25杯完食・高見盛男）・焼そば（25人前完食・栗原隆）・パスタ（14皿完食・尾平走二）
    - 丼
カツ丼（16杯完食・獅子戸錠二）・天丼（15杯完食・西山清志）・牛丼（12杯完食・森元克巳）・海鮮丼（12杯完食・猪瀬黒兵衛）・うな丼（10杯完食・桂参四郎）・中華丼（9杯完食・木村彦二郎）
    - 肉
ステーキ（8枚完食・尾暮太郎）・トンカツ（11枚完食・浅田良一）・鳥もも肉（34本完食・寺井三郎）
    - 鮨
握り寿司（170貫完食・青葉菊子）・太巻（26本完食・西和男）・バッテラ（16本完食・釜田十蔵）
    - 中華
餃子（75個完食・上原昇）・シュウマイ（86個完食・小林淳）・豚まん（91個完食・横川安男）
    - パン
食パン（7斤完食・後藤亜紀子）・ハンバーガー（80個完食・冨津政）・ホットドッグ（58本完食・山口数久）
    - 甘味
大福（46個完食・不破正吉）・タイ焼き（35個完食・大高正雄）・ショートケーキ（45個完食・高丘桃子）
    - 粉物
たこ焼（83個完食・橋本平助）・お好み焼き（13枚完食・ミスターマスクマン）・ねぎ焼き（18枚完食・池田健作）
    - その他
冷奴（70丁完食・永田完）・湯豆腐（23丁完食・赤崎忠次）・おでん（150本完食・大原満太郎）

  - 2日目は直径3メートル強もある巨大なピザ2枚を、制限時間40分間に1日目の勝者32名（2枚×16名）で食べた量を競い、上位8名が3日目の決勝ラウンドへ進出する。OKFFは満太郎と錠二を脱落させようとすべく、具の中にピーマンに見せかけた激辛の唐辛子を混入し、食べさせる妨害工作を施す。大原満太郎・獅子戸錠二・ミスターマスクマン・鳥飼飛男・横川安男・冨津政・高丘桃子・西山清志の8名が決勝ラウンドへ進出し、猪瀬黒兵衛・桂参四郎の2名が補欠へと回る。なお、唐辛子を仕込まれた2人を除いても相当な激戦となり、実に32人中13人が途中で脱落(うち一人は遠山による会長命令でリタイアを宣告された尾暮)、誰も完食できなかった。
  - 3日目に決勝ラウンドが開催され、グランドチャンピオンを争う。決勝トーナメント方式による勝負（1試合20分〜30分程度）となり、準々決勝8名→準決勝4名→決勝2名で優勝を争う。
    - 第1試合 - ミスターマスクマン vs. 高丘桃子（桃子：10本完食、マスクマン：7本完食）
1試合20分の制限時間内に羊羹をどれだけ食べるかを争う。ミスターマスクマン（熊田）は先行逃げ切りをかけるべくハイペースで食べ進むが、短時間で糖分を急激に摂取し、血糖値を大量に上昇させてしまう戦略ミスを犯す。それでも気力で7本まで食べ進めるが及ばず、羊羹をところてん用の器具で細切りにするなどの策を使った桃子が勝利する。
    - 第2試合 - 横川安男 vs. 大原満太郎（横川：42個完食、満太郎：42と1/4個完食）
豚まんをどれだけ食べるかを競う。当初は横川の邪道食いで猛烈なスピードを上げるも、満太郎は皮と餡を一旦分けて冷ましてから元に戻す「邪道返し」をペースを変えず続ける戦法をとる。結果、横川は大量の水により一度限界を迎え、その後幽門が開いた後に皮と餡を分けない丼食いで再度食べ進めるも2度目の限界を迎えてしまいリタイヤ。時間ぎりぎりの土壇場において満太郎が僅差で逆転勝利する。
    - 第3試合 - 冨津政 vs. 西山清志（政：16個完食、西山：26個完食）
ハンバーガーをどれだけ食べるかを競う。序盤は政が猛烈なリードを取るが、中盤から西山の猛スピードで逆転され、リードされてしまう。政はリードされた際のプレッシャーに弱いという精神的弱点を露呈して戦意を喪失し、トレーナーに制止されたことで西山のTKO勝ちとなる。
    - 第4試合 - 獅子戸錠二 vs. 鳥飼飛男（錠二:7杯（35把）完食、鳥飼6杯（30把）完食）
そうめんをどれだけ食べるかを競う。（リングには流しそうめんのセットが用意され、容器にそうめんが入るように竹が設置されている。そうめんを流すために使用されるのは水ではなくダシ汁で、食べるのは麺だけ。ダシは横のバケツに捨てる。一杯5把分のそうめんが流れてくる）鳥飼がハンター錠二に勝利した食材だけに、どこまで健闘できるかに注目され、実際に鳥飼が鵜喰い・通天閣喰いと跳躍を駆使してリードを奪うも、錠二も二丁食いを応用するなどして追い続け、最後は僅差で錠二が勝利する。
    - 決勝戦 - 高丘桃子・大原満太郎・西山清志・獅子戸錠二
開催当初は3日目のうちに第5・第6試合（準決勝）→決勝戦に進む形式の試合が予定されていたが、地元テレビ局の意向により、2日後に4人で決勝戦を行うよう急遽変更されることになり、4選手で制限時間60分間に太巻きをどれだけ食べるかを競う(太巻きは作り立てであり、乾いた状態の海苔がネックとなる）。対戦に使用される円形のテーブルには仕切りが内蔵されており、中盤にはそれが一定時間せり出して他人の様子をわかりにくくさせる仕掛けだったが、その仕掛けによりペースを乱した桃子がまず脱落。そして仕切りが引っ込む際に場内が暗転しサーチライトが照らされたが、「暴食モード」に入りトップを独走していた西山が、不幸な過去のトラウマから閉所恐怖症を引き起こしてしまい、場内から逃亡し失格。その後は満太郎と錠二の一騎討ちとなり、同時に15本完食して制限時間を迎えたが、計量勝負（体や皿に付着した飯粒の数）の結果、数が少ない錠二が勝利した。

### 喰輪杯（クイリンピック）

#### 概要（喰輪杯）
台湾財閥のひとつである王総合貿易公司が主催する「大食い世界大会」。AJFFは「商業主義に過ぎる」として参加を見送ったが、実際には王名宝による「大食いのスポーツ化」を目指すプロジェクトの1つである。
- 賞品
  - 決勝上位3名にそれぞれ金・銀・銅の「萬福大人像」を贈呈。金の像は時価1500万元、銀は300万元、銅は150万元の価値がある。

#### 予選（喰輪杯）
開催地に向かう台湾新幹線の車内で突然開催される。勝負食は駅弁（台鉄弁当）で、会場到着（12時到着だが、11時59分の時点で終了となる（12時到着と言うことは参加者に知らされるが、11時59分終了と言うことは説明されない）までに何個完食するかを競う。駅弁はカレー弁当、フィッシュ&チップス、煮魚、酢豚など様々だが、全て同一パッケージで中身が見えないため外観での判別はできない。一度手に取った駅弁は必ず完食しなければならず、手元の弁当を食べ切らない限りは次の弁当を取ることが出来ない。（但し、一度に2つ以上の弁当を取る事は可能）弁当の中身を残した・捨てた・隠した・交換した・制限時間を切って一口でも食べた者は失格。完食数上位20名の席の番号が会場到着時にアナウンスされ、会場の本選に進む。満太郎は一旦敗退するも、残した弁当を座席の下に隠していたことが判明した1人が失格となったため繰り上げで通過した。

#### 本選第1回戦
20名が一対一で対決する。勝負食はその都度ルーレットで決定し、それぞれ対戦形式も異なる。一本勝負で、勝者（計10名）が決勝戦に進む。勝負食はいずれも料理で無く単品の食材である。会場にはスプーンやナイフ・フォーク、水入りジョッキ、塩、マヨネーズ、など最低限の道具や調味料が予め用意されているが、挑戦者が大食いに直接関連する道具を持ち込むことは禁止されている。
- 第1試合 - 勝負食：ゆで卵
  - ○ニコライ・カバレフスキー（60個）vsトーマス・ヨハンセン（54個）×
    - 時間制の大食い勝負。
    - 序盤は2人とも3つ食べて水を飲むというサイクルで食べ進んでいたが、残り3分でトーマスがスパートをかけ1口食べて水を飲むというサイクルに変更。しかし、ニコライはゆで卵を潰しマヨネーズと混ぜ合わせて流し込むという方法でスパートをかける。トーマスも慌てて1個を1口で食べ始めるも追いつけず、6個差でニコライの勝利。
- 第2試合 - 勝負食：茹でトウモロコシ
  - ○ジャッキー・楊vs李大虎×
    - 先に20本完食で勝利。
    - 大虎の得意食材にして楊の苦手食材という勝負であったため、大虎及び傍観していた美麗は大虎が勝つと予想。しかし、楊はそれを克服していた上、大虎のスピードに勝つためトウモロコシ12本分の粒を外し一気食いするという奇策を披露し、追い詰める。大虎は必死で逃げるも、勝ちへの焦りが出たのか最後の1本を完食しきれず（わずかに粒が残った）敗北。
- 第3試合 - 勝負食：生のキャベツ一玉
  - ×チャーリー・アボットvsホセ・ゴンザレス○
    - 一玉完食勝負。
    - 開始後アボットが勝負食材にクレームを付けるが、ゴンザレスの挑発により試合開始。アボットはキャベツの葉を一枚ずつ水で流し込むという方法で食べていくが、ゴンザレスは衣装のマントにキャベツを包み膝で潰し、ドレッシングをかけてフォークで食べるという方法で大量リードする。アボットも途中で方法を変更しザク切りにしてドレッシングをかけるも、それを一口食べた瞬間にゴンザレスが完食した。
- 第4試合 - 勝負食：トマト
  - ×ジェフ・ノーマンvsテオドール・ヴァンゲリス○（ノーマンの反則負け）
    - 制限時間20分の大食い勝負。ただし、潰して食べる事は禁止される。
    - ヴァンゲリスはトマトを4等分にして食べるという極めて正道の食べ方をするのに対し、ノーマンは違反ギリギリの揉みほぐしてすするという方法で食べ、リードを奪う。（王会長はこの食べ方を認めた。）しかし中盤、ノーマンの揉みほぐし方やすすり方が汚くなってきた（机上にトマトの果汁が垂れ始め、ノーマンの口にも付着していた）ため、王会長の判断の下ノーマンは失格となった。
- 第5試合 - 勝負食：バナナ
  - ○パルマー・ラインハルト（3杯）vsブルーノ・カルパッチョ（2杯弱）×
    - ジョッキ一杯につきバナナ10本＋牛乳200g入りの濃厚なバナナジュースを使い、制限時間30分の「大飲み」対決を行う。
    - 序盤、両者共に一気飲みを試みるも濃厚さに負け断念。カルパッチョは水を入れてかき回し濃度を薄めて一気飲みするという方法、ラインハルトはスプーンでジュースを掬って食べる（噛んでいた）とい対照的な策で大飲みを試みる。序盤こそカルパッチョがリードしたものの、大量の水を同時に摂取したため腹がふくれ、2杯目完飲間近で飲むことができなくなる。それに対しラインハルトは最後までペースを崩すことなくジュースを食べ続け、3杯を「完食」、カルパッチョがギブアップを宣言したため勝利を収める。
- 第9試合 - 勝負食：マッシュポテト 〇エミリー・フォスターvsソッド・ワンチャイ×
  - 試合そのものは描かれていないため詳細は不明。3kgの完食勝負であった。
- 最終試合 - 勝負食：ゴーダチーズ
  - ○大原満太郎vsシレシ・アレム×
    - 一本300gのゴーダチーズのブロックの大食い勝負。制限時間30分。口直しとしてクラッカーが用意されている。
    - 序盤、満太郎は機械のように正確なアレムの動きと、そもそも不慣れである「生のチーズを大食いするという行為」そのものに苦しめられ、チーズの脂っぽさを緩和するクラッカーも、実際には口の水分を大いに奪うために使えないという状況であった。しかし中盤で、満太郎はチーズを鰹節のように薄く削って食べるという方法で脂っぽさを克服、さらに最低限の水とともにクラッカーも活用しながら食べ進める。必死に食い下がる満太郎に焦ったアレムはそのペースを上げすぎ、口内の油分をとるために大量のクラッカーを食べてむせ、水を大量に摂取して自滅。満太郎が削りチーズを食べ続ける中アレムはとにかく残ったチーズを詰め込んでは水で流し込む力技に出たものの、最終的な計量勝負では満太郎が12グラム差で辛勝した。

この他、「キュウリ」（ハサンVSアントニオ、勝者アントニオ）「スイカ」（カルロスVSリー、勝者カルロス）「リンゴ」（アンドレVS美麗、勝者美麗）の試合が行われている。（スイカは1玉早食い勝負だったが、キュウリ及びリンゴが大食い勝負だったのか早食い勝負だったのかは不明。ちなみにアントニオはキュウリ40本、美麗はリンゴ50個を完食している）

#### 決勝戦「5000m大食耐久競争」
王総合公司保養所の庭園にて開催される。その名の通り、一周5000mのコースに5つの食地点を置き、合計15kgの耐久大食いに挑む。移動自体は車で行うが、食地点到着時に車から降りられなければ即失格となる。
- 第1食 - 勝負食：ペペロンチーネ1kg 
  - 全員特に問題なく完食。次ステージへ。
- 第2食 - 勝負食フライドチキン2kg
  - ほぼ全選手問題なく食べていたが、途中で肉片が骨に残っていた場合は完食扱いにならない旨（係員によりチェックが行われる）が明かされ、ほぼ全員（とはいっても急いでいた選手だけで、落ち着いて食べていた美麗、満太郎、ラインハルトはまったく動じなかった）が焦る。それでも8人が完食し、残るはホセとカルロスのみとなる。ほぼ同時に完食するも、カルロスがバスに向かっている途中に肉片を残したことに気づき、時間間際にそれを完食。ホセは同じく残していたものの気づかず、バス乗車後に係員によって失格が言い渡された。（残り9人）
- 第3食 - 勝負食:ショートケーキ3kg
  - ヴァンゲリスは苺とクリームを片付けてからスポンジを茶で流す、満太郎は苺、クリーム、スポンジをすべて交互に食べる、美麗は苺→クリーム3回→スポンジのサイクルで食べる、ラインハルトは3段に切り分けて片付ける、楊は豪快に大きなスプーンで掬って食べる、エミリーはアバウトに切って食べ進める、アントニオはクリームを苺の酸味で全て食べ終えてからスポンジを食べる、カルロスは苺を全て残してスポンジとクリームを食べる、ニコライはただ単に切り分けて食べるという「九者九様」の食べ方で食べ進める。
  - 全員自らのペースを守っていたが、中盤ニコライとエミリーが猛スピードでスパートをかけ、ニコライが一番乗りで完食。しかし水の大量摂取のため満腹になりリタイアとなる（残り8人）。その後エミリーが完食、三食続けてトップ通過となる。
  - その後、ヴァンゲリスがギブアップ（残り7人）となるものの、ラインハルト・カルロス・美麗・揚は問題なく勝ち抜け。残ったアントニオも必死に粘るが、無情にもタイムアップ（残り6人）となった。
- 第4食 - 勝負食:ロコモコ4kg
  - 開始前、エミリーがバスを降りられず棄権。（残り5人）
  - 米・ハンバーグ・目玉焼き・サラダと四種類の食材がミックスされた勝負食。それぞれの特徴を正確に把握しなければ完食は不可能となる。
  - ゲーム開始直前、満太郎のみ箸を要求。全員ハンバーグ本体を攻める事を優先させる（揚のみ途中で目玉焼きを啜って完食している）。途中、限界を感じた揚が美麗に望みを繋ぐため、捨て石になる覚悟で無理にペースを上げ、他の選手を潰そうと試みる。しかし引っかかったのはラインハルトとカルロスのみ、しかもラインハルトはギブアップ（残り4人）したもののカルロスは根性で勝負を続行。結果揚は力尽き脱落となる。（残り3人）
  - その後、カルロスは乱れたペースを修復する事が出来ず結局ギブアップ。（残り2人）満太郎と美麗の一騎討ちとなる。2人はほぼ同時にハンバーグ本体を完食。その後係員に満太郎は丼・醤油を要求、美麗は丼・水を要求し、満太郎は米と目玉焼きを丼に移して醤油をかけて混ぜ合わせ食べ進め、美麗は米を丼に移し水をかけてすすり食いをして食べ進む。（係員が要求した物を持ってくる間に満太郎はサラダ、美麗は目玉焼きを完食している）
  - 結局、２人とも完食。第5地点に進むことになった。なお、ここでリタイアした3人の残りの量は詳細には描写されておらず、揚・ラインハルト・カルロスのうち誰が3位に入賞したのかは不明である。
- 第5食 - 勝負食:中華コース料理5kg
  - 小龍包・酢豚・海鮮五目ヤキソバ・フカヒレ姿煮・フカヒレスープ・チャーシュー・エビチリの7種類からなるフルコースの勝負食。制限時間内に完食できなかった場合は計量勝負となる。この勝負に関しては計量勝負での決着が前提となっており、テーブルの上の食材残量(単位はkg)が常に表示される仕掛けになっている。料理は時間が経過して全て冷めている。
  - 満太郎、美麗共に完食はできないと判断し、極力食べやすい料理に狙いを絞ることに決める。その結果、満太郎はフカヒレ姿煮とエビチリ、美麗はフカヒレスープに浸したヤキソバをそれぞれ完食する。
  - その後満太郎は大好物である酢豚とチャーシューで勝負を決めようとするが、どちらにも八角が使われていたため断念。更にヤキソバも啜る労力の割に重量が稼げず、その結果、食べづらい冷めた小龍包を選択せざるを得なくなった。対して美麗は、最も食べやすいと踏んだフカヒレの姿煮を選択する。
  - 小籠包に苦戦する満太郎だが、偶然エビチリのソースの上に置いた小籠包が辛味のため食べやすくなったことに気づき、チリソースに浸しながら食べ進めていく作戦に出る。一方のどの通りがよいフカヒレの姿煮を選択した美麗だったが、ここまでの闘いで予想以上に啜る力を消耗していたため噛んで飲み込まなくてはならなくなり、苦戦する。その結果、時間切れ時点では卓上の料理の残量は満太郎の方が多かったものの、満太郎が最後の一個の小籠包を全て口に入れていたのに対し美麗はフカヒレ半切れを残してしまっており、この差により百グラム差で満太郎が勝利した。

## 作品中で使われる用語、テクニック
- 悪食
熱い食べ物を短時間で冷まして食べるために考え出された、悪食三兄弟の食べ方。嗜好によってまったく違う料理、デザートを組み合わせて一緒に食べること。劇中では「カレーにぜんざいをかけて食べる」「すき焼き丼にパフェをかけて食べる」「ラーメンにショートケーキとサイダーをかけて食べる」という悪食が描かれていた。錠二からは「これはエサだ（≒人間の喰うものじゃない）」と吐き捨てられた。トラッカーの父・走吉がどんな無理な仕事も引き受け、常に時間に追われて食事を急かされた経験からこのような食べ方しかできなくなっていたが、錠二と走吉の説得により克服した。
- 大阪食い倒れフードファイター[注 3]
略称：OKFF（Osaka Kuidaore Food Fighter）。設立者は丹下御前の友人、遠山金次郎。本部は大阪市内にある浪速鉄道本社ビル。本来はTFF同様「大食いはスポーツ」という理念の下、プロ野球にならい東西2リーグ制の西部門として設立されたが、金次郎の急死で響子が後継者となったことにより、大食いに勝つためには「何でもアリ（邪道食い）」の集団へと変わり、邪道喰いや妨害行為なども厭わなくなった。邪道喰いに「常人が真似できない超人的な技」としての価値を見出している節がある。
- キュウリ・キャベツ
満太郎がグランプリ本戦に持ち込んだ食材（の一部）。喰いワングランプリ2日目で仕掛けられた激辛唐辛子入りピザの辛みを和らげるのに用いられた。本人いわく「水は却って刺激をひどくし、牛乳やココナッツミルクは舌にはいいが胃に負担が掛かり、生野菜でもタマネギは味がひどい」から選んだとのこと。なお、同じ罠にはまった錠二は食材を使わず、2枚のピザを具を内側に挟んで水で流し込む戦術をとった（食材や道具などは持参していなかった）。
- 鯨食い（くじらぐい）
どんぶり飯数杯をさらに大きな容器に移し、しゃもじで一気に食べる黒兵衛の得意技。早食い・大食いのテクニックというよりは、相手の気勢を削ぐ精神攻撃の類である。醤油を多くかけてしまうため、水分を多くとってしまうのが欠点。黒兵衛自身は「余り美味いと思える食い方じゃない」と語っている。なお黒兵衛は食材の味を損なうことは嫌っており、移した飯に醤油をかけたりすることはあっても、水を入れて流し込むような邪道喰いは断固拒否している。
- 邪道喰い（じゃどうぐい）
大食い、早食いに勝利するためだけに本来の食べ方を無視し、料理の味や見た目を損ねる非常識な食べ方のこと。また、対戦相手の心を折る精神攻撃の意味合いも持つ。満太郎曰く「邪道食いは必ずどこかで無理がくる」。
  - 劇中に登場した邪道喰いの例
    - うどん…熱々のうどんに氷水を入れ、ぬるくなったところを完食する（間完平太が実践。鳥飼も実践し、これを機にOKFFへ転属してしまう）
    - おでん…熱々のおでん（こんにゃく、つみれ、ちくわ）を串付きのまま氷水に入れ、冷やしてから完食する（喰いワングランプリ1日目で間完平太が実践）。
    - うな重…まずうな重のうなぎだけを先に食べ、残ったご飯に茶をかけて一気に流し込んで完食する（桂参四郎が実践）。
    - ショートケーキ…まず苺をまとめてミキサーに入れ、ジュースにしてから飲み込む。次に残ったケーキの部分を数個まとめてラップに包み、少量の水をかけ、おにぎりのようにギュウギュウに丸める。最後にこの丸められたケーキを完食する（高丘桃子が実践）。
    - ステーキ…付け合わせのサラダとライスを一緒にミキサーに入れ、さらに水を入れてかき混ぜてから飲み込む（尾暮太郎が実践）。ステーキは細かく切って食べるが、それさえも一緒にミキサーに入れることがある。
    - たこ焼き…たこ焼きを丼にまとめて入れ、湯でふやかして流し込んで完食する（「ドンブリ喰い」の一種。横川安男が実践）。
    - どら焼き…まずどら焼きを皮と餡に分け、皮を細かくしてまとめて丼に入れる（餡はまとめて別の皿に盛りつける）。次に皮を湯でふやかして流し込む。最後に、残った餡を一気にかき込んで完食する（高丘桃子が実践）。
    - 肉まん…肉まんを皮と餡に分け、皮を丼にまとめて入れる。あとはどら焼きと同様の方法で完食する（横川安男が実践）。
    - ハンバーガー…ハンバーガー4個を縦に積み、一気に押し潰して食べる（冨津政が実践）。
    - 餃子…23個ほどの餃子を、ドンブリに入れ、水を入れてかき込む（荒川大吉が実践し、OKFFに転属する。）
    - カツ丼…カツ丼に水を入れ、すすり込んで完食する（喰いワングランプリ一日目で、荒川大吉ら4人が実践）だが、ハンター錠二の一言で、これを実践した4人が初心に返って大食い修行をやっていく事を決意した。
    - ピザ…ピザを、手のひら大にカットし、後はハンバーガーと同様の方法で完食する（喰いワングランプリ2日目で冨津政が実践）。
    - ピザ…ピザを3cm四方くらいに刻んでミキサーに入れ、水を入れてかき混ぜて飲み込む（喰いワングランプリ2日目で尾暮太郎が実践）ものの、失敗し吐き出してしまったことで観客から大ブーイングを浴び、OKFFの醜態を露呈してしまう。
    - 太巻き…口の水分を奪う海苔に対処するため、包丁で解体してラップに包み、おにぎりにして食べる。水を入れたドンブリ喰いが酢飯に合わなかったことから考案した苦肉の策である。（喰いワン決勝・高丘桃子）
    - 太巻き…水を入れたジョッキに解体した太巻きを入れ、ストローで混ぜて飲む。本人曰く「ジョッキ喰い」。（同上）プレッシャーが極限に達した桃子が半狂乱で行う。味云々を完全に無視した「究極の邪道喰い」であり、余りにも見栄えが悪すぎるため、遠山からドクターストップという名目で強制退場させられた。
- 勝負食（しょうぶしょく）
大食いの勝負において、量や速さを競うために食べるメニュー。
- 正道喰い（せいどうぐい）
邪道喰いとは対照的に、料理本来の食べ方を守り、あるいは料理の味を損ねないようにする食べ方。TFFの基本理念となっており、満太郎も同意している。「たこ焼きや肉まんを冷ますためにあらかじめ割って中を開いておく」「広く知られた、あるいは新しい食べ方として知られた付け合わせや調味料をかける」ことは正道喰いの範疇であるとされている。
- 全日本フードファイター
略称：AJFF（All Japan Food Fighter）。喰いワングランプリ決勝戦に感動し改心した遠山が、大会終了後に大食いのスポーツ化という理念を確固たるものにすべく丹下と協力、TFFとOKFFを統合する形で設立された。
- 丹下フードファイター
略称：TFF（Tange Food Fighter）[注 4]。設立者は丹下孝之助。本部は鎌倉市。大食いのプロスポーツ化の構想を持つ丹下考之助のプロ野球の創世期は｢男子一生の仕事ではないといわれたが、今ではプロスポーツのトップ」という話の流れから、遠山の提案で2リーグ制(東のTFF、西のOKFFの誕生)ということになる。「大食いはスポーツ」という理念から養成所を持ち、犬丸のようなトレーナーも所属し育成に力を入れているが、促成、温室栽培的で錠二のような天性の食闘士以外はプレッシャーや逆境に弱い。所属する食闘士は獅子戸、鳥飼、熊田、猫田、蝶野、犬丸、鹿内のように、動物の名前をネーミングのモチーフにしている。
- ドンブリ喰い
OKFFの、特に横川の得意とする邪道喰いのひとつで、勝負で食べる食材（勝負食）をまとめてドンブリに入れ、さらに水をかけて流し込むように食べること。肉まんやどら焼き、たこ焼き、餃子などでこのような食べ方がされる。この方法は余分な水分を大量に摂り、胃を圧迫してしまうため、（少量を短時間で完食する早食いに向いてはいるが）大食いには決定的に向いていない。
- 野試合
食闘士同士がイベントではなく、当人同士の了解のうえで一対一で勝負すること。もちろん金銭やなんらかのもの（大食い大会への参加権など）が賭けられる。
- 百軒食い（ひゃっけんぐい）
OKFF所属の食闘士が行う特訓のひとつで、大食い（チャレンジメニュー）百件制覇を1ヶ月で達成すること。政はこの百軒食いを20日間で達成した。
- 食闘士（フードファイター）
TFFやOKFFに所属して契約金や給与を得ている者や、大食いチャレンジメニューの賞金で文字通りメシを食っている者の職業名。大食いイベント等の競技に参加する者も含まれる。
- ラーメン二刀流
別名「二丁喰い」。左右両手に箸をもち、一方の手で麺を食べている間にもう一方の手は麺を高くあげ、熱をさましたあと食べる。これを繰り返すことによって、熱々のラーメンのおいしさを損なわずに早食いするためのテクニック。ハンター錠二の得意技だが、満太郎も独力で体得した。うどんのような麺類はもちろん、アツアツのたこ焼きや、水分の多い素麺にも応用できる技である。最終話では、政も会得している。ちなみにこれは、現実の早食い・大食いでも使用されるテクニックである。
- 水
大食いチャレンジにおいて必ず用意される必須アイテム。だが実際には最も腹を膨らませるものであり、本作では焦って水を大量に飲むことは一種の「敗北フラグ」であり、食闘士はまず極力水を飲まない戦略を考えなければならない。

## 単行本

### 日本語
- 日本文芸社のニチブンコミックスから全24巻が刊行された。

1. 2005年3月発行 ISBN 978-4-537-10387-8
2. 2005年6月発行 ISBN 978-4-537-10411-0
3. 2005年9月発行 ISBN 978-4-537-10435-6
4. 2005年11月発行 ISBN 978-4-537-10452-3
5. 2006年1月発行 ISBN 978-4-537-10470-7
6. 2006年3月発行 ISBN 978-4-537-10484-4
7. 2006年5月発行 ISBN 978-4-537-10497-4
8. 2006年7月発行 ISBN 978-4-537-10510-0
9. 2006年9月発行 ISBN 978-4-537-10532-2
10. 2006年11月発行 ISBN 978-4-537-10549-0
11. 2007年1月発行 ISBN 978-4-537-10593-3
12. 2007年3月発行 ISBN 978-4-537-10612-1
13. 2007年5月発行 ISBN 978-4-537-10642-8
14. 2007年7月発行 ISBN 978-4-537-10684-8
15. 2007年9月発行 ISBN 978-4-537-10703-6
16. 2007年11月発行 ISBN 978-4-537-10745-6
17. 2008年2月発行 ISBN 978-4-537-10789-0
18. 2008年4月発行 ISBN 978-4-537-10811-8
19. 2008年6月発行 ISBN 978-4-537-10836-1
20. 2008年8月発行 ISBN 978-4-537-10861-3
21. 2008年10月発行 ISBN 978-4-537-10885-9
22. 2008年12月発行 ISBN 978-4-537-10911-5
23. 2009年2月発行 ISBN 978-4-537-10935-1
24. 2009年4月発行 ISBN 978-4-537-10951-1

### 朝鮮語
- 대명종から『먹짱!』の訳題で全24巻が刊行された。

1. 2006年1月発行 ISBN 978895101888-6
2. 2006年1月発行 ISBN 978895101889-3
3. 2006年1月発行 ISBN 978895101891-6
4. 2006年2月発行 ISBN 978895101901-2
5. 2006年3月発行 ISBN 978895101908-1
6. 2006年4月発行 ISBN 978895101914-2
7. 2006年6月発行 ISBN 978895101932-6
8. 2006年9月発行 ISBN 978895101947-0
9. 2006年9月発行 ISBN 978895101997-5
10. 2006年12月発行 ISBN 978895102066-7
11. 2007年2月発行 ISBN 978895102109-1
12. 2007年4月発行 ISBN 978895352172-8
13. 2007年6月発行 ISBN 978895102226-5
14. 2007年8月発行 ISBN 978895102272-2
15. 2007年9月発行 ISBN 978895102326-2
16. 2007年12月発行 ISBN 978895102391-0
17. 2008年3月発行 ISBN 978895102446-7
18. 2008年4月発行 ISBN 978895102509-9
19. 2008年7月発行 ISBN 978895102557-0
20. 2008年9月発行 ISBN 978895102586-0
21. 2008年11月発行 ISBN 978895102628-7
22. 2009年1月発行 ISBN 978895102659-1
23. 2009年3月発行 ISBN 978895102731-4
24. 2009年5月発行 ISBN 978895102774-1

## 映画 および オリジナルビデオ
土山しげるの描く原作を元に『喰いしん坊! 〜大食い開眼編〜』及び『喰いしん坊! 〜大食い苦闘編〜』の題で実写映画化された作品で、2007年に公開された。
2008年、続編の『喰いしん坊!3 〜大喰い敵対篇〜』『喰いしん坊!4 〜大喰い激闘篇〜』がオリジナルビデオとして発売：コンセプトフィルム、販売：GPミュージアムソフトでリリースされた。尾暮太郎との野試合までを描く。全4作。

### キャスト
- 大原満太郎：河相我聞[4][5][6][7]
- ハンター錠二（プロフードファイター）：萩原流行[4][5][6][7]
- 丹下御前（帝王グループ総帥）：岡崎二朗[4][5][6][7]
- 犬丸研（満太郎のトレーナー）：三瓶[4][5]
- 釜田十蔵：KABA.ちゃん[4][5]
- 鳥飼飛男：ほっしゃん。[4][6][7]
- 熊田剛：ジャイアント白田[4][6][7]
- 青葉菊子：ギャル曽根[4][5]
- 原口文治：つぶやきシロー[4]
- 中村花子：あべこ[4]
- 大喰い大会の司会：イジリー岡田[4][5]
- 遠山響子（会長）：野村沙知代（※特別出演）[4][5][6][7]
- 船場（遠山響子会長の秘書）：白石朋也[4][5]
- 冨津政：西尾季隆[4][5]
- 間完平太：三又又三[4][5]
- 「そば匠 柳屋」の店主：小野寺昭（※友情出演）[4]
- 「そば匠 柳屋」の客：アントニオ小猪木（西口プロレス）[4]
- グレート乙羽屋（西口プロレス）
- 代々木健介（西口プロレス）
- マサ小林（西口プロレス）
- ユンボ安藤（西口プロレス）
- 焙煎TAGAI（西口プロレス）
- ヒビヤ社長：堀田眞三
- 横川（ドンブリ喰いの安）：中倉健太郎[4]
- 回転寿司屋店員：岡崎礼（2）
- 餃子店の大将：城春樹（2）
- 漁師：木村木（2）
- 猪瀬黒兵衛（漁師）：伊吹剛（2）[4][5]
- ドライブインのマスター：武蔵拳（3）
- ドライブインの客：中澤達也（3）
- 悪食三兄弟の長兄（ドライブインの客）：木村木（3）（二役）
- 悪食三兄弟の父：城春樹（3）（二役）
- 割烹の客：岸田健作（3）

### スタッフ
記載なきは全4作
- 監督：松生秀二[4][5][6][7]
- 製作：及川次雄（コンセプトフィルム）[4][5][6][7]
- 原作：土山しげる（日本文芸社刊）[4][5][6][7]
- 企画：佐藤博彦[4][5][6][7]・山本ほうゆう[4][6][5][7]
- プロデューサー：山本芳久[4][5][6][7]
- アソシエイトプロデューサー：矢口義文・旭正嗣（1・2）、都築新吾（3・4）[7]
- 脚本：白土勉[4][5][6][7]
- 音楽：松崎裕子（1・2）[4][5]
- 撮影：河中金美（1・2）[4][5] / 今泉尚亮（3・4）[6][7]
- 照明：小川満（1・2）[4][5]、白石成一（3・4）[6][7]
- 録音：菊地進平（1・2）[4][5] / 杉田信（3・4）[6][7]
- 編集：吉川忠雄（1・2）[4][5] / 小川幸一（3・4）[6][7]
- 美術：池田大威（1・2）[4][5] / 大島政幸（3・4）[6][7]
- 助監督：福島宏介（1・2） / 高野敏幸（3・4）
- 小道具：大島政幸（1・2）
- 持道具：繁沢春香（3・4）
- 衣裳：野村明子・千葉泰浩（1・2） / 天野多恵（3・4）
- メイク：坂本美由紀（1・2） / 阿部翠・仲ひとみ（3・4）
- スチール：石川登栂子（1・2・3）[4][5] / 竹内健二（3・4）
- 音響効果：メディアハウス（1・2）
- 選曲効果：藤本淳（3・4）
- EED：高橋伸一（1・2）
- MA：中村哲（1・2）
- 制作協力：スタジオデコレーション[4][5][6][7]
- 制作：メディア・ワークス（1 - 3）[4][5][6] / ジャパニメーション・メディア・ワークス（3・4）[6][7]
- 製作：コンセプトフィルム[4][5][6][7]

### DVD
- 喰いしん坊! 大喰い開眼篇（2007年10月25日）[4]
- 喰いしん坊!2 大喰い苦闘編（2007年12月25日）[5]
- 喰いしん坊!3 大喰い敵対篇（2008年8月25日）[6]
- 喰いしん坊!4 大喰い激闘篇（2008年12月25日）[7]

## 脚註

### 註釈
1. ↑  連載最終回は、2009年2月27日発売の『週刊漫画ゴラク』通巻2153号（2009年3月13日号）に掲載された[2]
2. ↑  漫画ゴラク本誌では「遠山未亡人」としか記載されていないが、単行本だと3巻219ページで「遠山響子」と書かれているのが確認できる。
3. ↑  単行本のページによっては「大阪食い倒れフードファイターズ」と表記している箇所もある。
4. ↑  作中の背景で「丹下フードファイター(TFF)本部」と書かれた看板（描き文字）も登場するので、「〜ズ」はつけない表記に統一されているようだ（単行本だと「8巻・84ページ」「8巻・193ページ」で見られる）。